# Parafia Jezusa Chrystusa Dobrego Pasterza w Chorzowie Batorym
Parafia Jezusa Chrystusa Dobrego Pasterza w Chorzowie Batorym  – parafia rzymskokatolicka należąca do dekanatu Chorzów Batory w archidiecezji katowickiej. Jest najmłodszą i najdalej na południe wysuniętą parafią Chorzowa.

## Historia
Chorzów Batory zaczął rozwijać się intensywnie po II wojnie światowej. Mieszkańcy osiedla „Batory” (nazywanego dziś „starym osiedlem”) skierowali w 1956 roku prośbę o zgodę na budowę nowego kościoła, który miał nosić wezwanie św. Wojciecha. Odwilż gomułkowska pozwoliła na powołanie w Chorzowie aż 4 parafii, jednak w tym przypadku decyzja była odmowna – oficjalnie z powodu możliwych szkód górniczych. Tym samym nie powołano też do istnienia odrębnej parafii.

Pomysł utworzenia nowej parafii powracał kilkakrotnie ze względu na dalszą budowę osiedli (XXV- i XXX-lecia PRL, obecnie ks. Czempiela i Hutników). W szczytowym okresie parafia Wniebowzięcia Najświętszej Maryi Panny miała ponad 30 tysięcy wiernych. Wreszcie w 1980 r. po złożeniu petycji i przy poparciu Solidarności Huty Batory wojewoda katowicki złożył obietnicę zgody na budowę kościoła. Bp Herbert Bednorz erygował nową parafię w roku 1983, nadając jej wezwanie Jezusa Chrystusa Dobrego Pasterza. Po wyjaśnieniu problemu szkód górniczych ostateczne zezwolenie na budowę kościoła otrzymano w 1984 r. W początkowym okresie odprawiano Msze święte polowe. Za pomieszczenia parafialne służyły zaadaptowane pawilony przy ulicy Skrajnej. Tu mieszkał proboszcz i odbywały się katechezy do czasu wybudowania probostwa i domu katechetycznego.

## Kościół

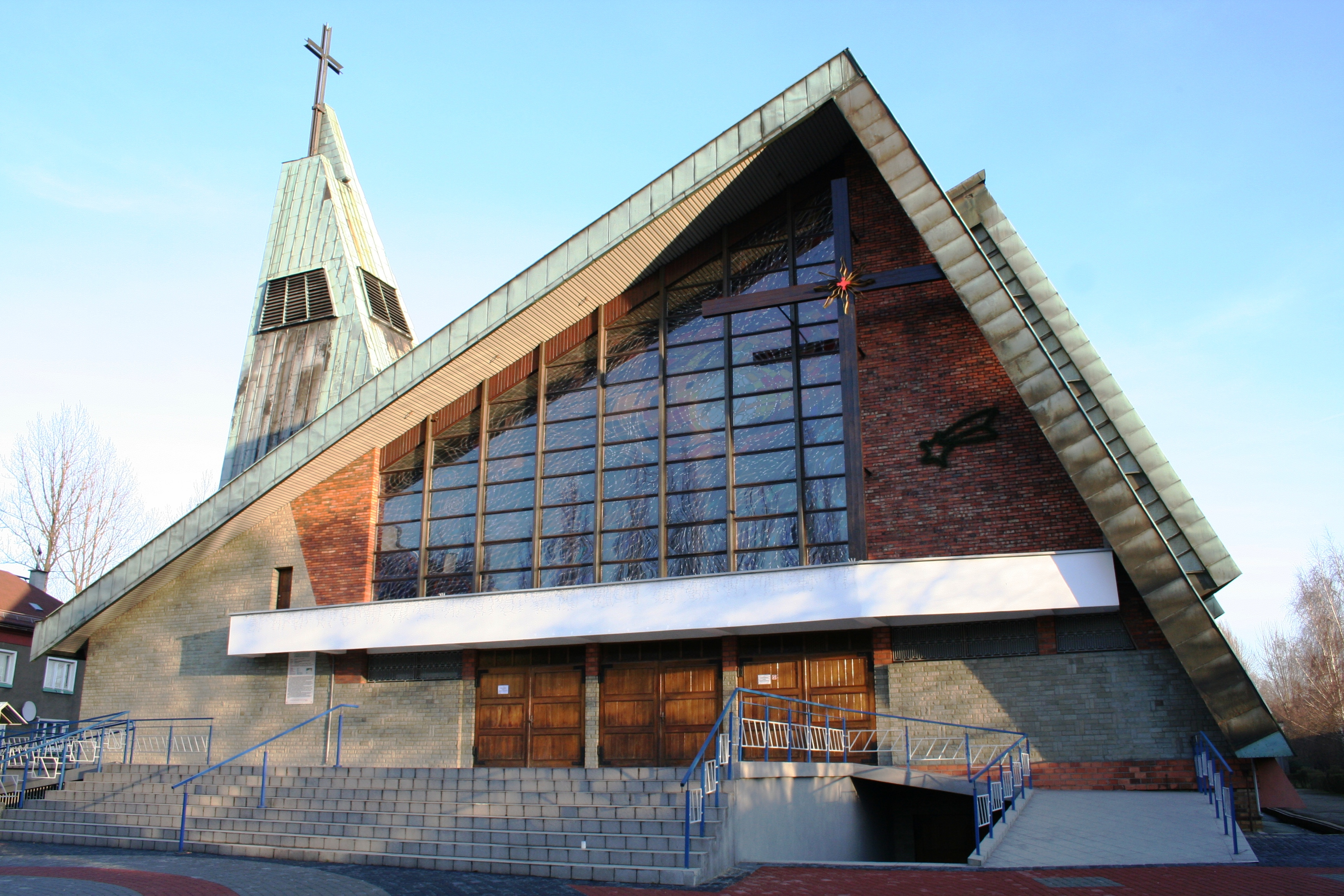
Świątynia przed 2009 rokiem

Budowa kościoła rozpoczęła się natychmiast po uzyskaniu zgody. Kościół został zaprojektowany przez inż. Mieczysława Panetha. Obliczenia konstrukcyjne wykonał inż. Marian Kapołka. Projektantami wystroju wnętrza byli plastycy: Józef Kołodziejczyk i Andrzej Kuczok. Budowę prowadzili księża proboszczowie: Franciszek Gębała i Zygfryd Wieleba. Bp Damian Zimoń wmurował kamień węgielny w 1986 roku, a konsekrował nowy kościół w 1989

Przez kolejne lata trwały prace wykończeniowe, związane przede wszystkim z wystrojem wnętrza, a także obejściem. Stopniowo w świątyni umieszczono: figurę Dobrego Pasterza, figurę Ducha Świętego, witraże (frontowy i boczny), stacje Drogi Krzyżowej oraz nowe sedilia. Przygotowując się do 25 rocznicy powstania parafii przeprowadzono remont generalny w trakcie którego pomalowano ściany, zmodernizowano elektrykę, przeprowadzono prace konserwatorskie płaskorzeźb oraz remont drzwi wejściowych. W ostatnim czasie w parafii pojawiło się kilka cennych przedmiotów. Ze względu na nie jak i na częste akty wandalizmu konieczny był montaż monitoringu. W parafii dobiega końca remont posadzki na zamontowane już ogrzewanie podłogowe.
Kościół jest umiejscowiony w centrum parafii.

## Duszpasterstwo
Od początku istnienia w parafii zaczęły działać grupy parafialne – przede wszystkim ministranci i Ruch Światło-Życie, potem także Dzieci Maryi i Odnowa w Duchu Świętym. W 1992 roku założono Bractwo Żywego Różańca, a także krąg emerytów i rencistów (duży odsetek parafian stanowią ludzie w starszym wieku). Powstała także ochronka dla dzieci. Od roku 1993 wydawane jest pismo „Mój Pasterz” (najpierw dwutygodnik, potem miesięcznik).

Przemiany społeczne wpłynęły także na zmianę przeznaczenia części pomieszczeń domu katechetycznego. Po powrocie religii do szkół krótko działało tu liceum katolickie (przeniesione potem do centrum miasta). Następnie powstała stacja opieki Caritas, przekształcona ostatecznie w Dzienny Dom Pomocy Społecznej.

## Proboszczowie
- ks. Zygfryd Wieleba 1984–2005
- ks. Piotr Machoń 2005–2021
- ks. Sebastian Bureza 2021– nadal